# Parque Anchieta
Parque Anchieta és un petit barri de la Zona Nord del municipi de Rio de Janeiro. Limita amb Ricardo de Albuquerque, Anchieta, Vila Militar i Realengo. Al nord limita amb el municipi de Nilópolis.
El seu IDH, l'any 2000, era de 0,833, el 66è millor del municipi de Rio.
És una extensió natural del barri de Anchieta, aconseguint la seva autonomia el 1999. És un barri poc conegut, de caràcter residencial.
Un dels principals assentaments dels sense-sostre del Rio estava al barri.
El pas per a vianants (o simplement el túnel d' Anchieta) va ser inaugurat pel llavors president Getúlio Vargas en l'inici de la dècada de 50.
Es diu que hi havia en la zona de la plaça Itanhomi (Anchieta) un gran cementiri indígena, d'aquí l'origen dels noms de gran part dels carrers del barri (Aiacá, Aiúba, Juarana, Cracituba, Aripuá, Japoara, Araçá, etc.)

## Història
A causa del clima agradable, Pere II volia construir en el barri un sanatori pel tractament de tuberculosos. Mig barri està en la Zona Nord, i l'altra meitat a la Zona Oest.
L'origen veritable del barri es dona després de la urbanització de la part d'Anchieta encara no habitada, que va tenir lloc en la dècada dels 60 i 70 pel Banco Lar Brasileiro. Per tractar-se d'una part de Anchieta va rebre el nom de Parque Anchieta.

## Dades
El barri de Parque Anchieta forma part de la regió administrativa d'Anchieta. Els barris integrants de la regió administrativa són: Anchieta, Guadalupe, Parque Anchieta, Ricardo de Albuquerque.
El Parc Anchieta és un dels pocs barris del suburbi amb més expectativa de vida que la mitjana del municipi (66,6 anys).